# النزاهة الحميد
النزاهة الحميد (25 ديسمبر 1990)، هي ممثلة مغربية. ولدت في مدينة العيون، وحلمت منذ نعومة أظافرها أن تصبح ممثلة، وخلال فترة الدراسة قامت بالمشاركة في مسرح المدرسة حتى سنحت لها الفرصة وإعتلت خشبة المسرح لتؤدي العديد من الأدوار، إلى أن شاركت في أول سيت كوم في عام 2016 وتم عرضه في رمضان على تلفزيون العيون، وشاركت بعدها بالعديد من الأعمال.  

## أعمالها

### من المسلسلات
| سنة الإنتاج | اسم المسلسل | الشخصية |
| ----------- | ----------- | ------- |
| 2018        | بوالمنات    |         |
| 2017        | غزي انيمش   |         |
| 2016        | راهو وينهو  |         |

### السيت كوم
| سنة الإنتاج | اسم المسلسل         | الشخصية |
| ----------- | ------------------- | ------- |
| 2016        | أهل المخطار والخطار |         |
| 2016        | العمارة 36          |         |

### من المسرحيات
| سنة العرض | اسم المسرحية | الشخصية |
| --------- | ------------ | ------- |
| 2019      | الكرسي       | حياة    |